# Tadeusz Gutowski (działacz sportowy)
Tadeusz Gutowski (ur. 16 października 1955 w Szczecinie) – polski działacz sportowy i społeczny, trener II klasy koszykówki i lekkoatletyki, były radny powiatowy, były dyrektor Międzyszkolnego Ośrodka Sportowego i Młodzieżowego Ośrodka Sportowego, były wiceprzewodniczący Wojewódzkiego Szkolnego Związku Sportowego w Szczecinie, były prezes i wiceprezes Spójni Stargard SSA, prezes stowarzyszenia sportowego KS Spójnia Stargard.

## Życiorys
Z wykształcenia nauczyciel wychowania fizycznego oraz trener koszykówki grup młodzieżowych. Dzieciństwo spędził w Szczecinie, gdzie był uczniem Szkoły Podstawowej nr 12 (1962-1970), następnie kontynuował naukę w Liceum Ogólnokształcącym w Gryfinie (1970-1974). Absolwent poznańskiej AWF z filią w Gorzowie Wielkopolskim. Studia ukończył w 1979 z tytułem magistra wf oraz tytułem trenera II klasy lekkoatletyki. Po studiach został zatrudniony w zawodzie nauczyciela wychowania fizycznego w Szkole Podstawowej nr 2 w Koszalinie oraz jako trener lekkoatletyki w klubie sportowym Bałtyk Koszalin. W 1980 podjął pracę w Szkole Podstawowej nr 10 przy ul. Sienkiewicza w Stargardzie Szczecińskim, a od 1981 w Szkole Podstawowej nr 1 (obecnie 9) przy ul. Popiela, gdzie jako nauczyciel wf pracował do 2003. Od 1982 związany z klubem sportowym Spójnia Stargard jako trener koszykówki grup młodzieżowych oraz działacz sportowy. W 1993 ukończył podyplomowe studia na AWF Gdańsk i uzyskał tytuł trenera II klasy lekkoatletyki. W 2001 ukończył podyplomowe studia na Akademii Rolniczej w Szczecinie o kierunku organizacja i zarządzanie oświatą. W 1989 i 1996 jako nauczyciel-trener drużyny SP 1 w Stargardzie Szczecińskim zdobył tytuł wicemistrza Polski szkół podstawowych w minikoszykówce podczas Ogólnopolskich Igrzysk Młodzieży Szkolnej, w 1999 zdobył tytuł mistrza Polski. Od 1994 był głównym organizatorem prestiżowych i największych w Polsce turniejów koszykówki młodzieżowej, w tym: Ogólnopolski Turniej Koszykówki Kadetów o Puchar Prezydenta Rzeczypospolitej Polskiej, Ogólnopolski Turniej koszykówki Kadetów o Puchar Marszałka Sejmu Rzeczypospolitej Polskiej. W 1994 został dyrektorem Międzyszkolnego Ośrodka Sportowego w Stargardzie, następnie od 2008 dyrektor Młodzieżowego Ośrodka Sportowego, którym był do 2018. Od 1995 członek zarządu Wojewódzkiego Szkolnego Związku Sportowego w Szczecinie. W 1996 z jego inicjatywy powstał UKS Hetman, który w 2002 został przekształcony w Międzyszkolny Klub Sportowy "Hetman" przy Młodzieżowym Ośrodku Sportowym w Stargardzie Szczecińskim. W 2002 i 2003 organizował mistrzostwa Polski w koszykówce młodzieży niepełnosprawnej "Sprawni Razem". W latach 2002–2006, 2006-2010 oraz w 2013-2014 był stargardzkim radnym powiatowym. 22 lipca 2007 po nadzwyczajnym walnym zebraniu członków Spójni Stargard zrezygnował ze startu w wyborach na prezesa klubu, ale wszedł do zarządu. Od 2009 wiceprzewodniczący Wojewódzkiego Szkolnego Związku Sportowego w Szczecinie. W 2010 ukończył specjalny kurs doskonalenia zawodowego uzyskując tytuł menadżera sportu. 4 października 2011 na walnym zebraniu nie przyjął propozycji prezesa klubu do ponownego wejścia do zarządu. 14 maja 2014 wszedł do zarządu klubu. 13 kwietnia 2015 wybrany został prezesem klubu sportowego Spójnia Stargard. W latach 2015–2018 był w składzie Stargardzkiej Rady Sportu. 2 lipca 2018 po powstaniu Spójni Stargard SSA został jej wiceprezesem, jednocześnie pozostając prezesem stowarzyszenia klubu sportowego Spójnia Stargard. Od 15 września do 20 września 2024 pełnił czasowo obowiązki prezesa, a 21 października 2024 funkcję tę przekazał Ewelinie Świergiel.

## Osiągnięcia
W swojej pracy jako nauczyciel-trener zanotował wiele sukcesów, w tym:
- podczas pracy w Szkole Podstawowej nr 1 w Stargardzie Szczecińskim, gdzie był nauczycielem wf, odnosił sukcesy z zespołami szkolnymi, jego drużyny wiele razy zdobywały mistrzostwo powiatu stargardzkiego, województwa na szczeblu szkół podstawowych w mini koszykówce;
- był trenerem, działaczem, który przyczynił się do zdobycia wicemistrzostwa Polski w koszykówce (1997);
- I miejsce w VI, VII i VIII Ogólnopolskim Turnieju Koszykówki o Puchar Prezydenta RP (1999, 2000, 2001);
- I miejsce w V i VI Ogólnopolskim Turnieju Koszykówki Igrzyska Nadwiślańskie 2012 (Wyszków 2000 i 2001);
- I miejsce Ogólnopolskim Turniej Mini Koszykówki Mini-Elbasket (Elbląg 2004);
- 5 zawodników wychowanków reprezentowało Polskę w eliminacjach Mistrzostw Europy Kadetów w Sopron (Węgry-2005);
- był działaczem w zarządzie, który przyczynił się do zdobycia przez drużynę do lat 18 wicemistrzostwa Polski (2010);
- jako prezes klubu wprowadził zespół w piłce siatkowej kobiet do II ligi (2016);
- jako prezes klubu wprowadził zespół do półfinału play off w I lidze koszykarzy, trzecie miejsce i zdobycie brązowego medalu (2017);
- jako prezes klubu wprowadził zespół I ligowy do koszykarskiej ekstraklasy (2018);
- jako wiceprezes klubu przyczynił się do wprowadzenia zespołu (U-18) do finału mistrzostw Polski (2019).

## Odznaczenia
- Brązowa Honorowa Odznaka PZKosz (1990)

- Za Zasługi w Rozwoju Sportu Młodzieży Szkolnej (1996)
- Srebrna Honorowa Odznaka PZKosz (1996)
- Medal Komisji Edukacji Narodowej (1996)
- Srebrny Krzyż Zasługi (1999)[20]
- Złota Honorowa Odznaka PZKosz (2000)
- Medal 60-lecia koszykówki zachodniopomorskiej (2000)
- Srebrna „Odznaka Honorowa Gryfa Zachodniopomorskiego” od marszałka województwa (2013)
- Medal PKOL za zasługi dla Polskiego Ruchu Olimpijskiego (2017)

## Życie prywatne
W Szczecinie spędził dzieciństwo. Wychowanek szkoły szczecińskiej i gryfińskiej w latach 1962-1974. W zawodzie nauczyciela wychowania fizycznego rozpoczął pracę w Szkole Podstawowej nr 2 w Koszalinie. W Stargardzie mieszka od 1980, uczył w Szkole Podstawowej nr 10 w Stargardzie Szczecińskim, potem w Szkole Podstawowej nr 1 (obecnie 9), gdzie pracował jako nauczyciel wf do 2003. W 1984 wziął ślub z Wiesławą, z zawodu nauczyciel. Mają dwoje dzieci, córka Zofia nauczycielka, syn Jacek ekonomista. Wnuki Tymon i Oskar. Zamiłowania: koszykówka, siatkówka, turystyka górska, narciarstwo, teatr.